# 器興区

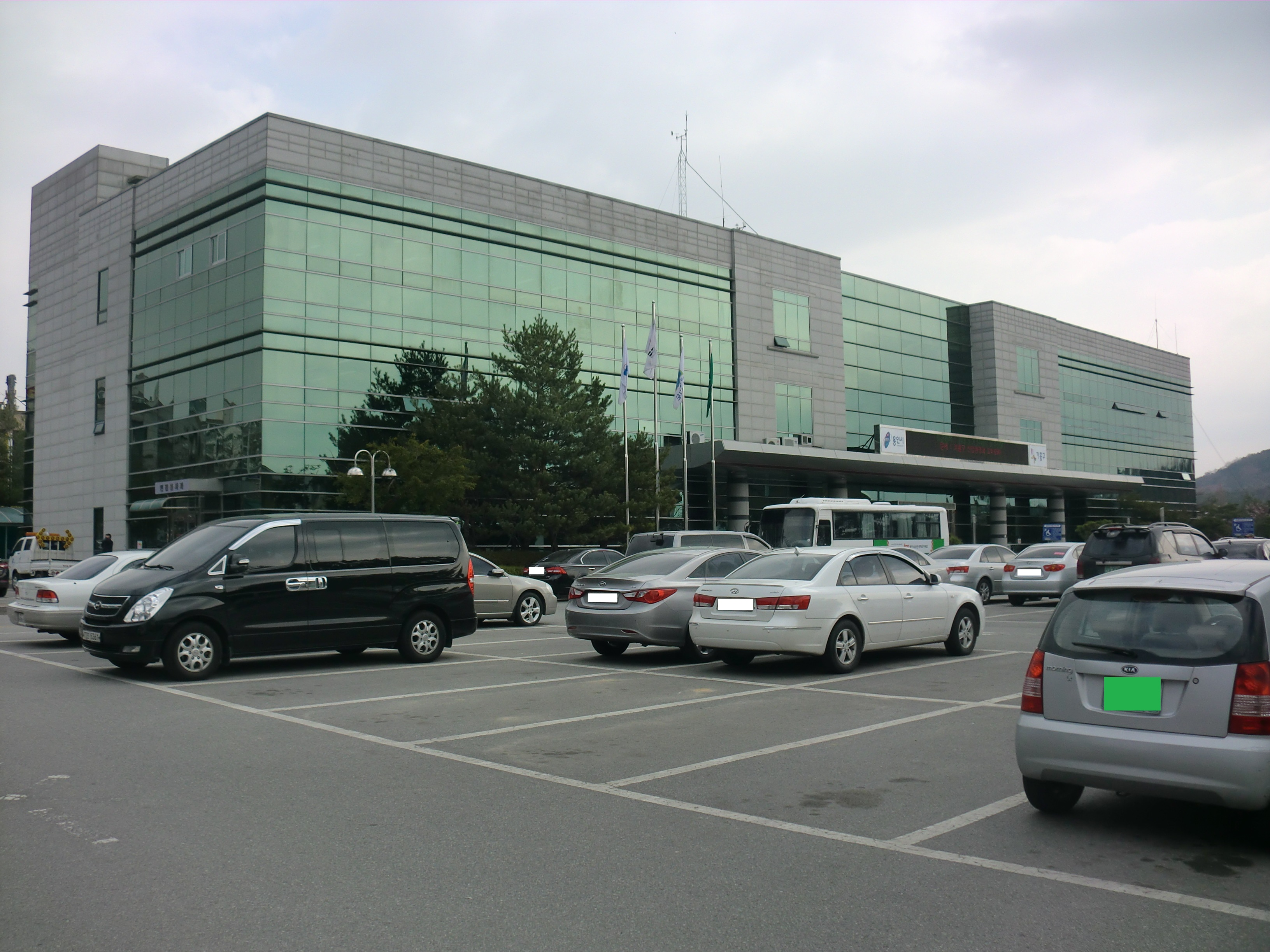
器興区庁

器興区（キフンく）は、大韓民国京畿道龍仁市西部に位置する区である。
2005年に区の名称を制定する際、器興邑と駒城邑から一文字ずつとって“駒興区”とする予定だったが、サムスン電子と地元住民の反発によって、現在の“器興区”となった経緯がある。

## 歴史
- 2005年
  - 5月27日 - 京畿道龍仁市によると地名委員会を開催、器興邑と駒城邑一帯を合わせた新設区名を2地域名から1文字ずつ取って「駒興面」に決定したが当初の決定を変更して「器興区」に最終決定した。[2]
  - 10月31日 - 区制施行により器興邑と駒城邑が合併して器興区に昇格。[3] （9行政洞18法廷洞）

| 龍仁市条例第648号 |            |                                        |
| 旧行政区域        | 新行政区域 | 新行政区域                             |
| 器興邑            | 器興区     | 新葛洞、旧葛洞、上葛洞、器興洞、書農洞 |
| 駒城邑            | 器興区     | 駒城洞、麻北洞、御井洞、宝亭洞         |
- 2007年7月2日 - 御井洞が東栢洞と上下洞に分割される。[4]（10行政洞）
- 2010年（11行政洞）
  - 8月2日 - 新葛洞が新葛洞と霊徳洞に分割した。[5]
  - 9月10日 - 洞住民センターを開所した。[6]
- 2020年1月20日 - 新葛洞は新葛洞と甫羅洞に、東栢洞は東栢1洞・東栢2洞・東栢3洞に、霊徳洞は霊徳1洞と霊徳2洞にそれぞれ分割された。[7]（15行政洞）

## 行政区画

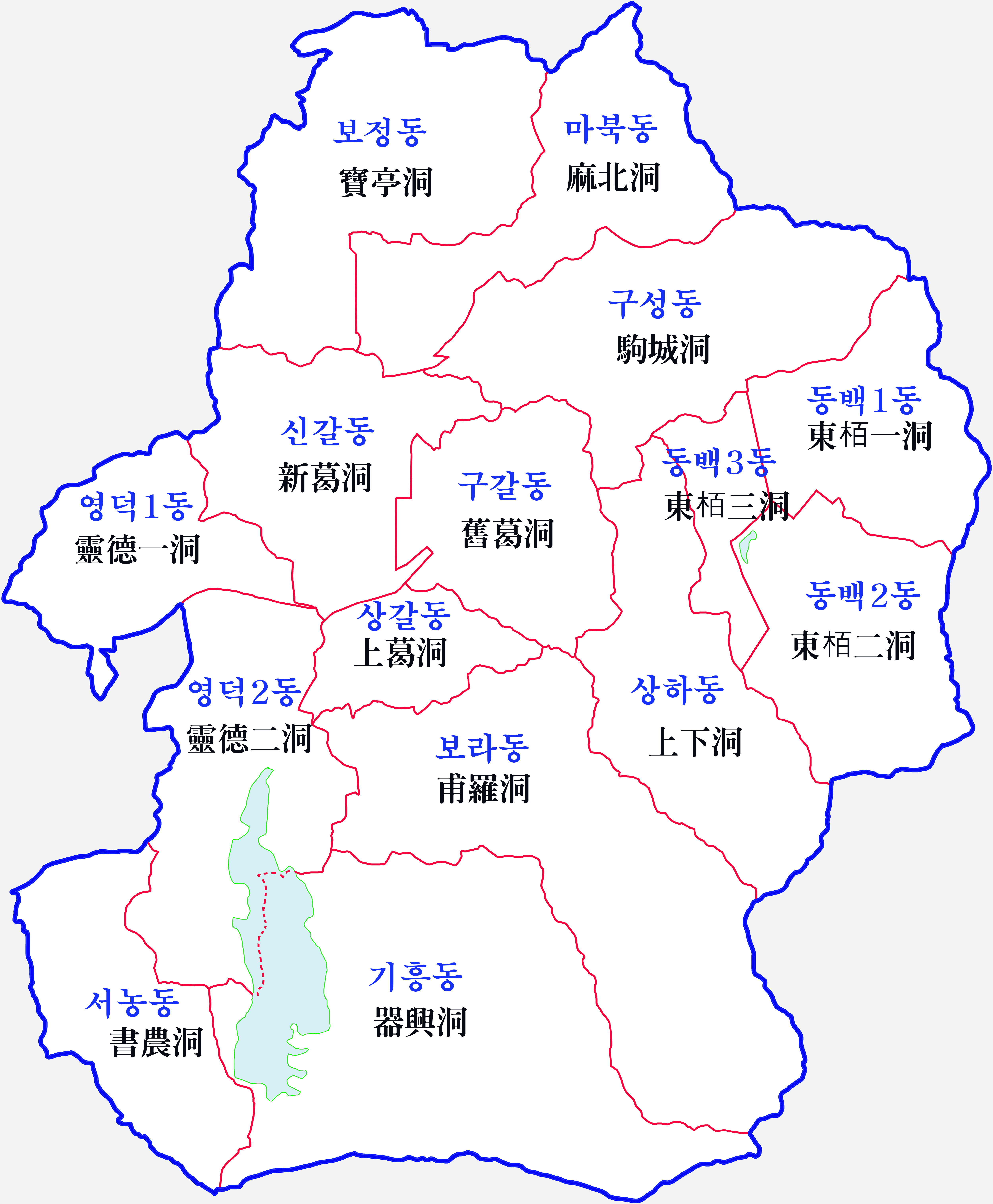
行政区域図

器興区は15の洞に分かれる。
| 行政洞                      | 法定洞                                           |
| --------------------------- | ------------------------------------------------ |
| 新葛洞（シンガルどう）      | 新葛洞（シンガルどう）                           |
| 霊徳1洞（ヨンドギルどう）   | 霊徳洞（ヨンドクどう）                           |
| 霊徳2洞（ヨンドギどう）     | 下葛洞（ハガルどう）、霊徳洞（ヨンドクどう）     |
| 旧葛洞（クガルどう）        | 旧葛洞（クガルどう）                             |
| 上葛洞（サンガルどう）      | 上葛洞（サンガルどう）                           |
| 甫羅洞（ポラどう）          | 芝谷洞（チゴクどう）、甫羅洞（ポラどう）         |
| 器興洞（キフンどう）        | 貢税洞（コンセどう）、古梅洞（コメどう）         |
| 書農洞（ソノンどう）        | 農書洞（ノンソどう）、書川洞（ソチョンどう）     |
| 駒城洞（クソンどう）        | 彦南洞（オンナムどう）、清徳洞（チョンドクどう） |
| 麻北洞（マブクどう）        | 麻北洞（マブクどう）                             |
| 東栢1洞（トンベギルどう）   | 東栢洞（トンベクどう）                           |
| 東栢2洞（トンベギどう）     | 中洞（チュンどう）                               |
| 東栢3洞（トンベクサムどう） | 東栢洞（トンベクどう）、中洞（チュンどう）       |
| 上下洞（サンハどう）        | 上下洞（サンハどう）                             |
| 宝亭洞（ポジョンどう）      | 宝亭洞（ポジョンどう）                           |

## 交通機関

### 鉄道
- 盆唐線
  - 竹田駅※ - 宝亭駅 - 駒城駅 - 新葛駅 - 器興駅 - 上葛駅
- 龍仁軽電鉄（エバーライン）
  - 器興駅 - 江南大駅 - 支石駅 - 御停駅 - 東栢駅 - 草堂駅
- ※ 竹田駅の所在地は水枝区であるが、駅構内の一部は器興区にある。